# 位格
位格是一个哲学和宗教上的概念，指支撑全部现实的根本状态或实质，但与实体论不同。在新柏拉图主义中，普罗提诺谈及了灵魂、智慧和太一的位格。基督教神学认为三位一體包含三个位格，即圣父、圣子、圣灵。